# 孔文遠
孔文遠（1185年—1226年），字紹先，宋朝时衢州人。孔子五十一代孫，孔若蒙玄孙，孔端操曾孙，孔玠之孙，孔搢之子。
紹熙四年（1193年）宋光宗授他为承奉郎、襲封衍聖公（南宗第四代）。下制书：“孔子之后，自汉以来，世俾襲爵，國家崇儒重道又過前代，於是有衍聖公之封。爾於世次實當紹續，其務恪恭，以承祭祀”。官至隆興府倅（佐貳副官），秩朝奉郎。其子孔萬春、孔万龄（其孙孔思义为南宗派江夏支始祖）。
| 前任： 孔搢 | 南宋南宗衍圣公 1193年—1226年 | 繼任： 孔萬春 |

## 参看
- 孔子
- 孔子世家大宗世系
- 孔子世系
- 孔子世家大宗世系图
- 孔子世家南宗北宗世系图